# Mistrzostwa Polski w Boksie 1932
9. Mistrzostwa Polski w boksie mężczyzn odbyły się w dniach 11-13 marca 1932 roku w Poznaniu.

## Medaliści
| Kategoria:                    | Złoto:                            | Srebro:                            | Brąz:                                                               |
| waga musza (do 50,8 kg)       | Tadeusz Rogalski (Warta Poznań)   | Wiktor Moczko (BKS Katowice)       | Leon Pawlica (BKS Bogucice) Tadeusz Wieczorek (CWS Warszawa)        |
| waga kogucia (do 53,5 kg)     | Aleksander Polus (Warta Poznań)   | Mieczysław Chrostek (Wawel Kraków) | Leon Kazimierski (Polonia Warszawa) Józef Milic (BKS Bogucice)      |
| waga piórkowa (do 57,2 kg)    | Jerzy Rudzki (Naprzód Lipiny)     | Józef Goss (Polonia Warszawa)      | Adam Wagner (Czarni Lwów) Józef Wróblewski (Olimpia Grudziądz)      |
| waga lekka (do 61,2 kg)       | Janisław Sipiński (Warta Poznań)  | Jan Kołodziej (Czarni Lwów)        | Ryszard Białas (Slavia Ruda Śląska) Henryk Klimczak (Sokół Łódź)    |
| waga półśrednia (do 66,7 kg)  | Adam Seweryniak (ŁKS Łódź)        | Józef Pilnik (ŻAKS Wilno)          | Jan Arski (Warta Poznań) Dominik Studnicki (Wawel Kraków)           |
| waga średnia (do 72,6 kg)     | Walerian Karpiński (CWS Warszawa) | Bernard Wesner (Gryf Toruń)        | Erik Latosko (Sokół Lwów) Sylwester Zieliński (Goplania Inowrocław) |
| waga półciężka (do 79,4 kg)   | Teodor Wystrach (PKS Katowice)    | Piotr Mizerski (Polonia Warszawa)  | Herman Gross (Hasmonea Lwów) Hubert Hofmann (HCP Poznań)            |
| waga ciężka (powyżej 79,4 kg) | Tomasz Konarzewski (IKP Łódź)     | Jerzy Wocka (09 Mysłowice)         | Stanisław Finkelsztajn (Jordan Warszawa) Ryszard Krenz (HCP Poznań) |